# Mitisxi
Mitisxi - Мытищи (rus) - és la cinquena ciutat més gran de l'óblast de Moscou, a Rússia. Es troba al nord-est de Moscou, a la vora del riu Iauza.
Mitisxi és famós pel seu aqüeducte, construït al segle xviii per ordre de Caterina II de Rússia; fou el primer abastiment d'aigua construït a Rússia per abastir el Kremlin amb aigua pura.

## Ciutats agermanades
- Angarsk, Rússia
- Barànavitxi, Belarús
- Boríssov, Belarús
- Jódino, Belarús
- Smolevitxi, Belarús
- Gàbrovo, Bulgària
- Lecco, Itàlia
- Nymburk, República Txeca
- Panevėžys, Lituània
- Płock, Polònia
- Txernígov, Ucraïna

## Galeria d'imatges

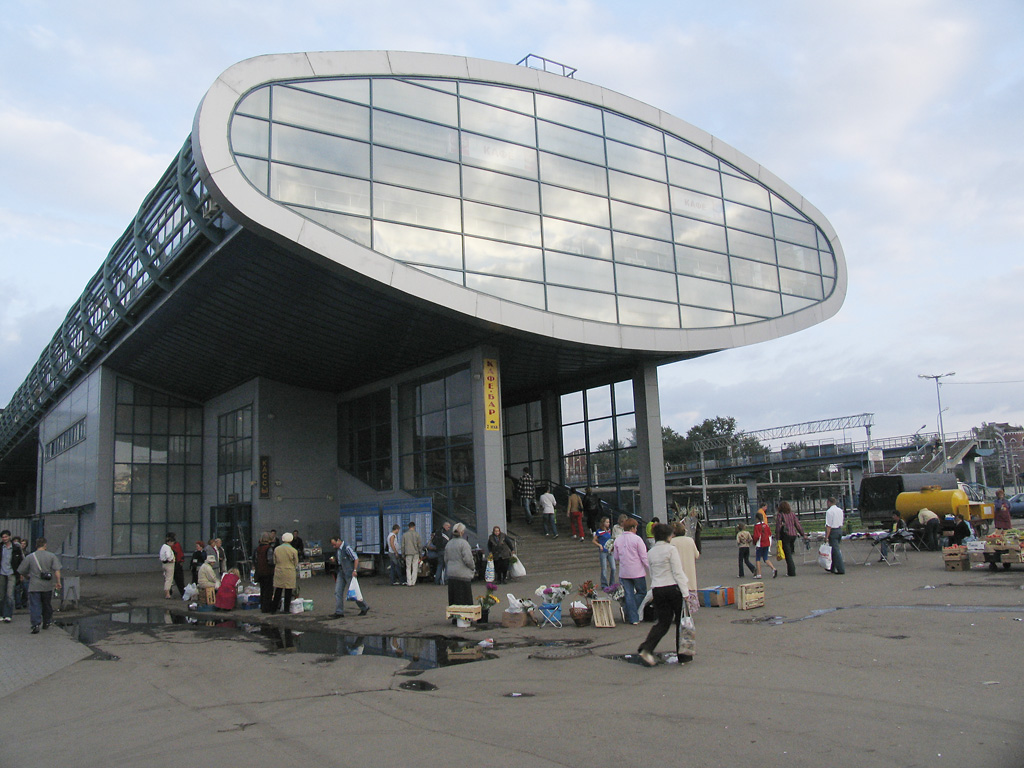
Estació de Mitisxi
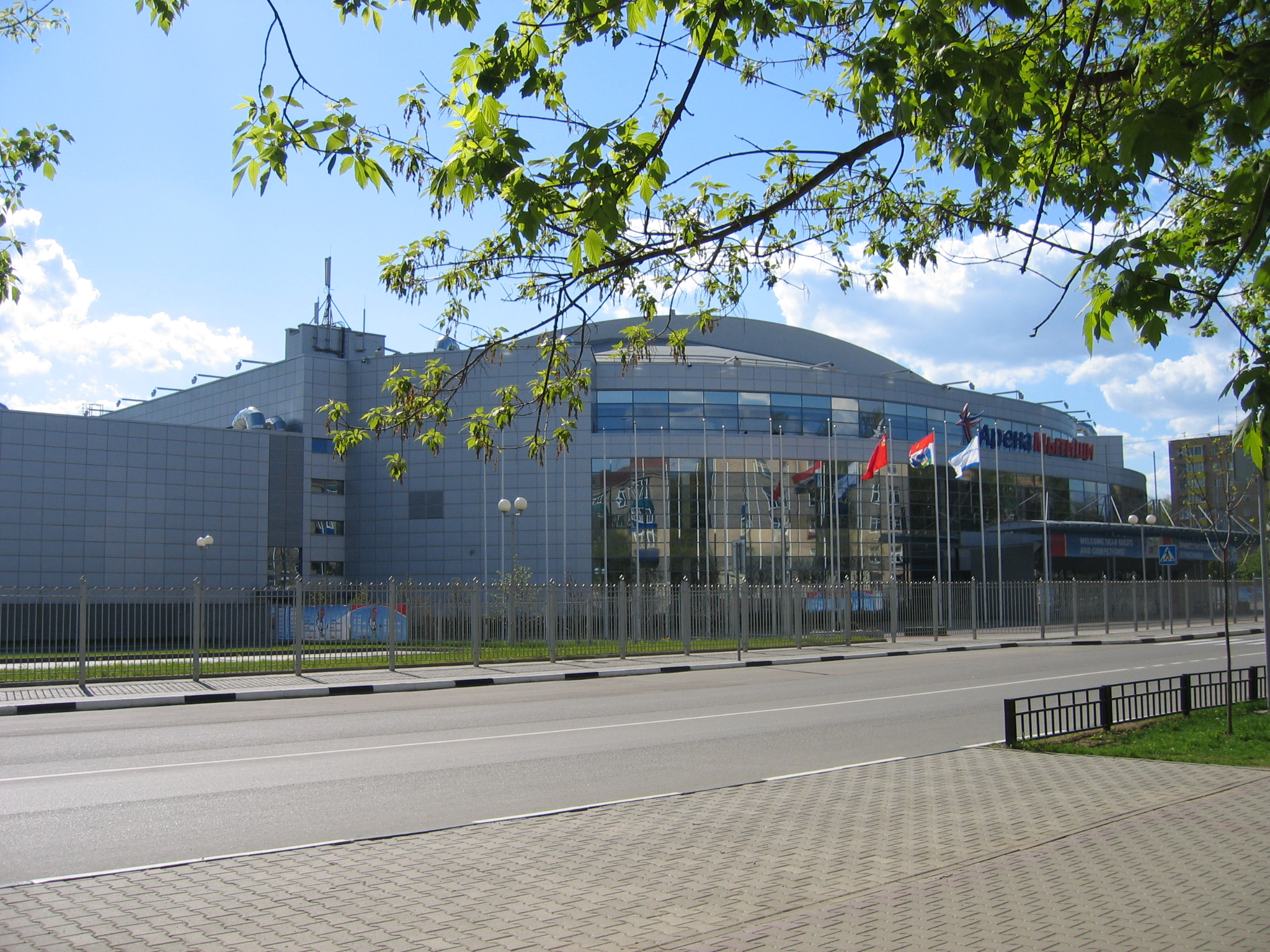
Arenes de Mitisxi
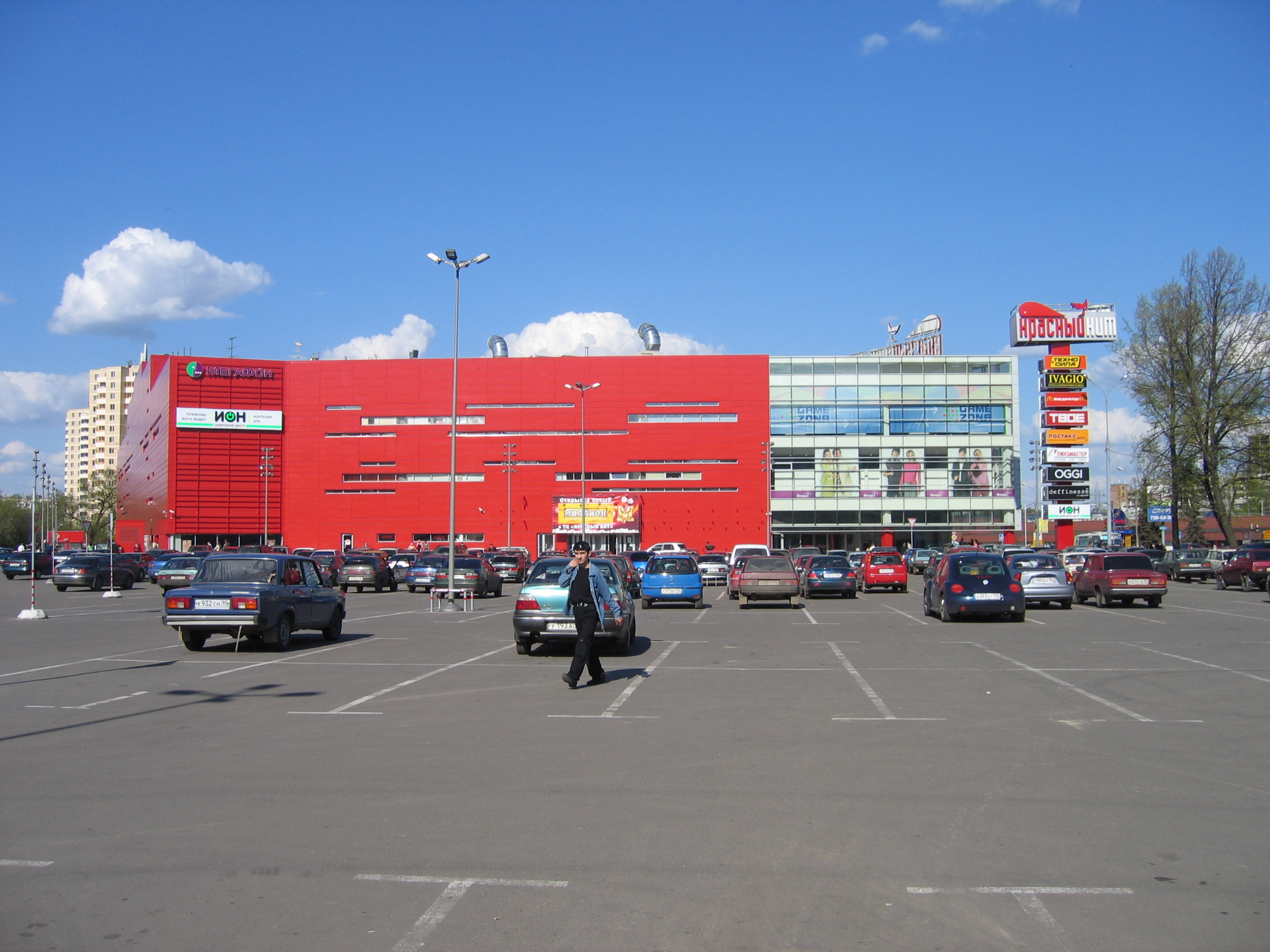
Centre comercial
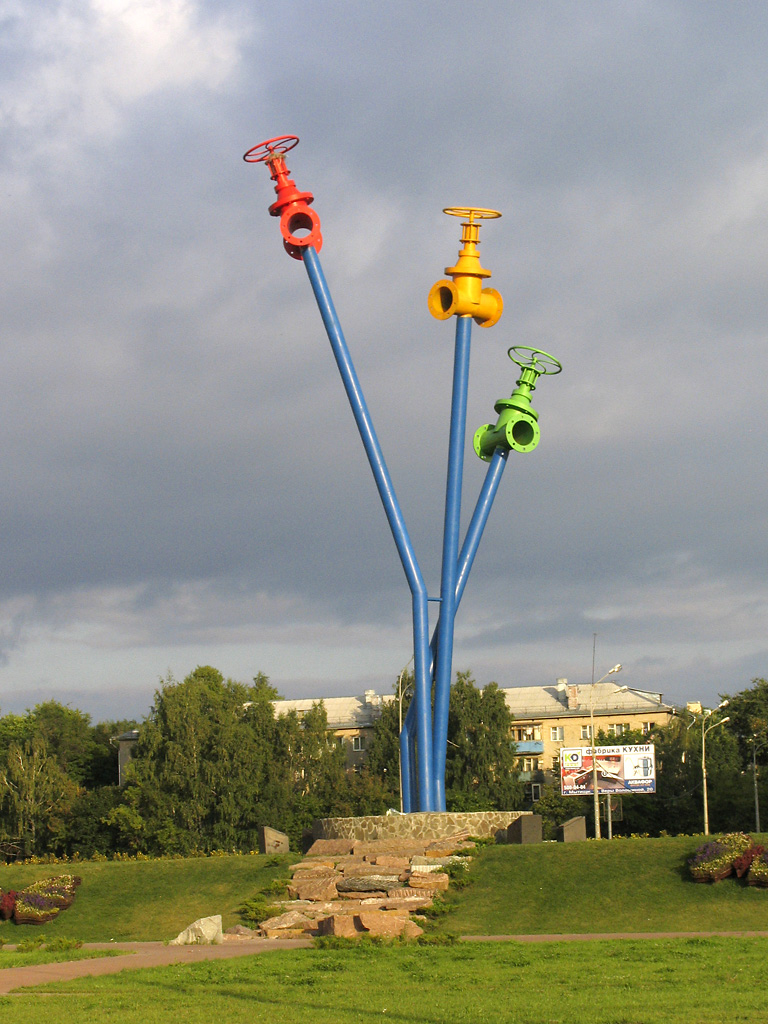
Monument a la primera canonada instal·lada a Rússia